# 艾倫·所羅蒙特
艾倫·D·所羅蒙特（英語：Alan D. Solomont，1949年—）是前任美國駐西班牙和安道爾大使。他由美國總統巴拉克·歐巴馬欽點擔任此職，並於2009年12月29日獲得美國參議院確認。

## 早年生活和教育
所羅蒙特出生於猶太家庭，1970年取得塔夫茲大學政治科學與都市研究學士學位，1977年取得麻薩諸塞大學洛厄爾分校護理學學位。

## 職業生涯
所羅蒙特多年來活躍於民主黨，1997年擔任民主黨全國委員會全國財務主席，募得超過4,000萬美元。2000年，比爾·克林頓總統任命所羅蒙特為國家與社區服務公司董事會成員。他的任期於2004年屆滿，2007年由喬治·W·布希總統再度任命，並於2009年辭職。
所羅蒙特曾在眾多組織的董事會服務，包括天使醫療保健投資人有限責任公司（Angel Healthcare Investors, LLC）、波士頓醫療中心、猶太正義基金（The Jewish Fund for Justice）、新以色列基金（The New Israel Fund）、以色列政策論壇、猶太老人社區住房（Jewish Community Housing for the Elderly）以及WGBH教育基金會。他曾擔任大波士頓猶太慈善家聯合會（Combined Jewish Philanthropies of Greater Boston）董事會主席。
2013年6月13日，所羅蒙特被任命為塔夫茲大學喬納森·M·蒂施公民生活學院的皮埃爾與帕梅拉·歐米迪亞院長，並宣布他打算在2021年退休。

## 榮譽
所羅蒙特獲得麻薩諸塞大學洛厄爾分校的榮譽學位。2017年，該大學將其護理學院更名為蘇珊與艾倫·所羅蒙特護理學院。

## 個人生活
他的妻子是蘇珊·所羅蒙特（Susan Solomont），他們住在麻薩諸塞州韋斯頓；他們有兩個女兒，蕾貝卡（Rebecca）和史蒂芬妮（Stephanie）。

## 外部連結
- U.S. Embassy in Spain
- C-SPAN內的頁面（英文）

| 外交職務                 | 外交職務                       | 外交職務                 |
| ------------------------ | ------------------------------ | ------------------------ |
| 前任者： 愛德華多·阿吉雷 | 美國駐西班牙大使 2010年—2013年 | 繼任者： 詹姆斯·科斯托斯 |
| 前任者： 愛德華多·阿吉雷 | 美國駐安道爾大使 2010年—2013年 | 繼任者： 詹姆斯·科斯托斯 |